# Trang trại

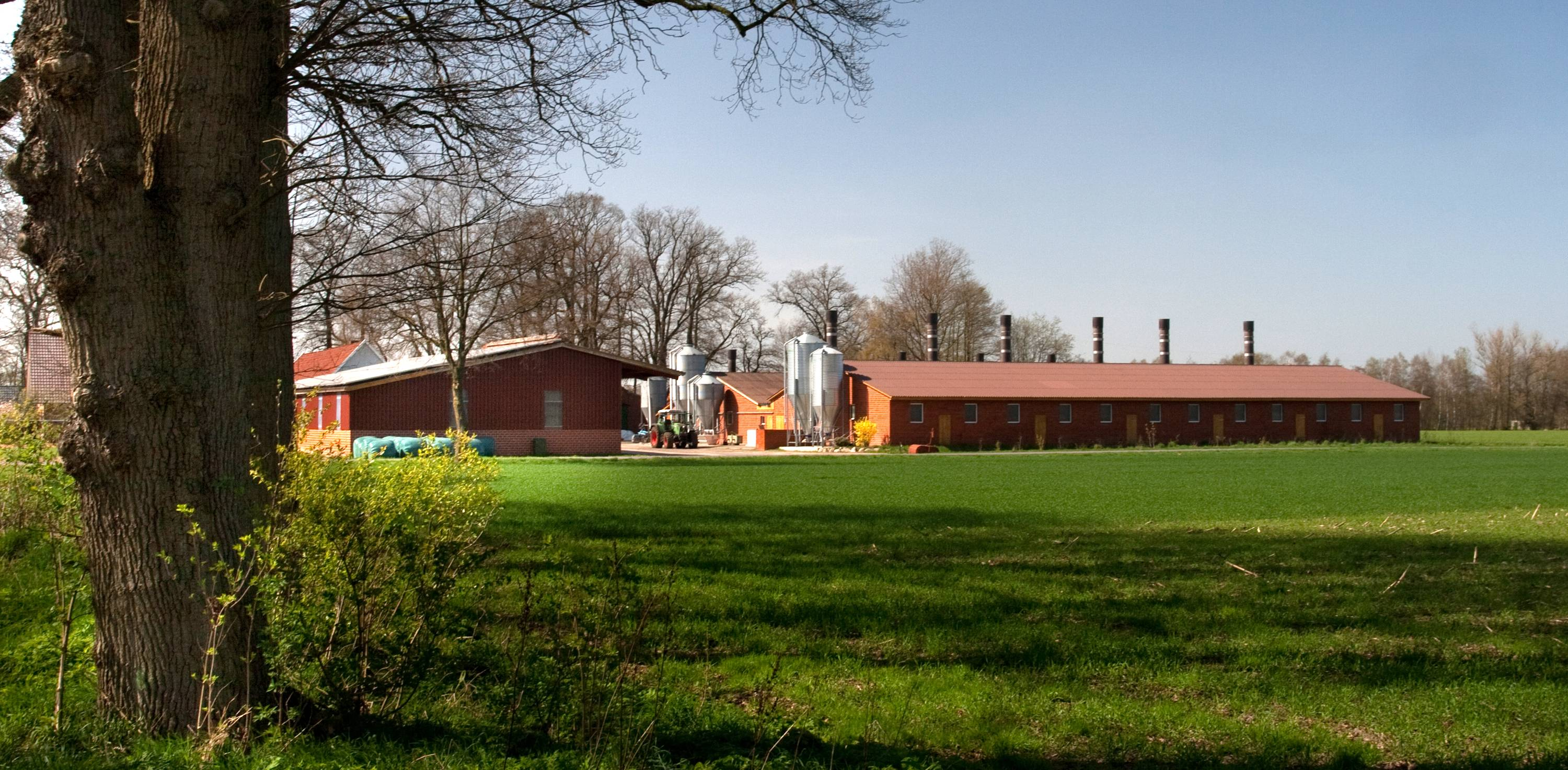
Một trang trại với cơ giới hiện đại và chuồng trại tại Niedersachsen, Đức

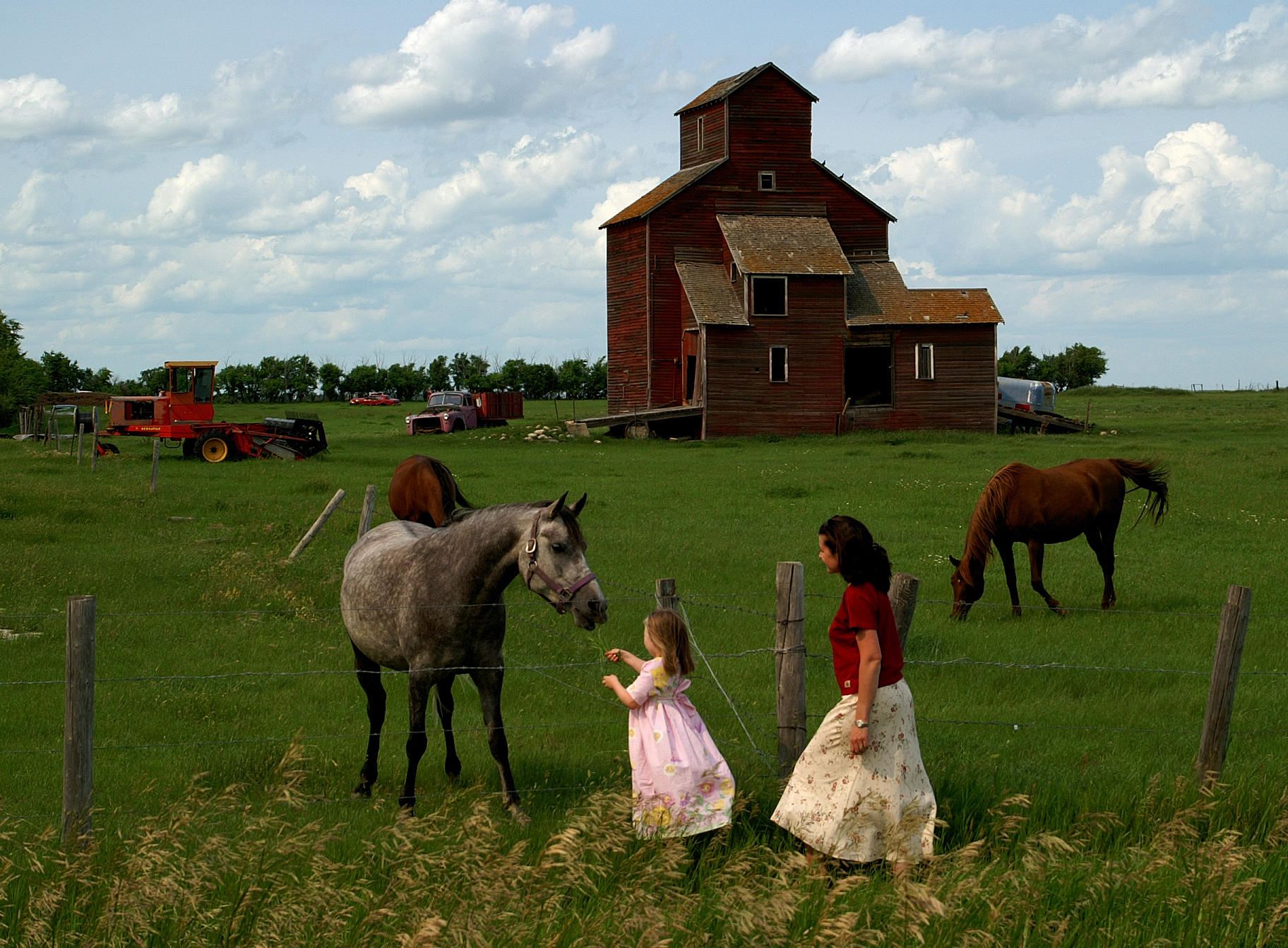
Một nông trang gia đình với máy gặt tại Saskatchewan, Canada

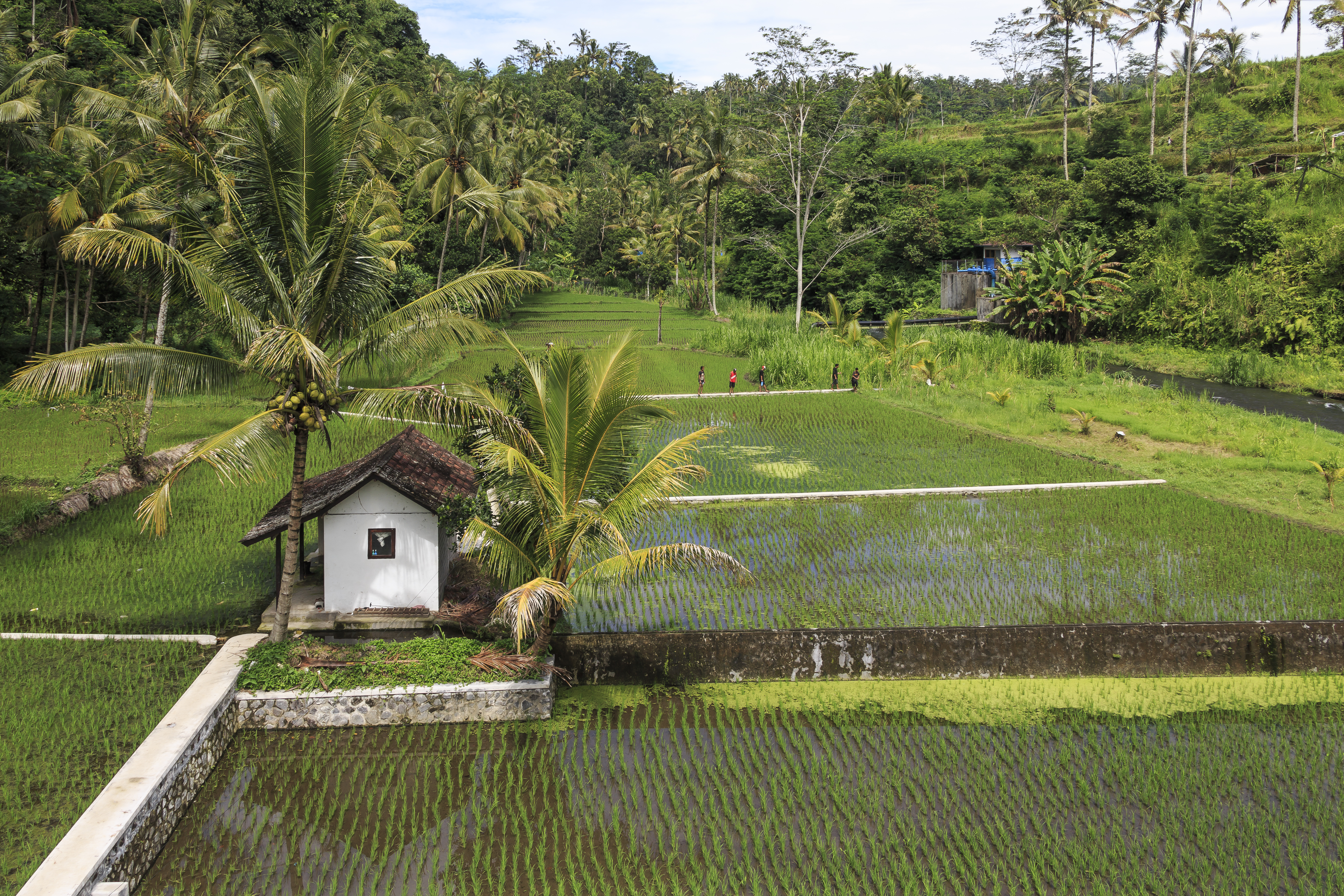
Một trại lúa với hệ thống thủy lợi tại Bali, Indonesia

Trang trại hay nông trại, nông trang là một khu vực đất đai có diện tích tương đối rộng lớn (có thể bao gồm cả hồ, sông, đầm, đìa, rạch...), nằm ở vùng đồng quê, thuộc quyền sở hữu hoặc sử dụng của cá nhân, tổ chức dùng để sản xuất nông nghiệp như trồng lúa, ngũ cốc, làm ruộng (gọi là điền trang), sản xuất lương thực, thực phẩm, chăn bò, chăn ngựa, chăn cừu, nuôi gà, dê, heo....), nuôi trồng thủy sản, biển, sản xuất sợi, đay, bông... hoặc chuyên dụng cung cấp nguyên liệu cho các ngành nông nghiệp, công nghiệp và dịch vụ.
Trang trại là cơ sở sản xuất cơ bản trong chu trình sản xuất lương thực, ở Việt Nam, kinh tế trang trại tương đối phát triển. Trang trại có thể được sở hữu và điều hành bởi một cá nhân, cộng đồng, gia đình, Tổng công ty hoặc một công ty. Một trang trại có thể là một khu vực có kích thước tùy nghi từ một diện tích nhỏ cho đến đến vài chục nghìn ha. Một trang trại thường có đồng cỏ, ruộng, vườn, hồ nước và có hàng rào bao quanh, trong trang trại có thể có nhà để ở dành cho những người chủ trang trại hoặc người quản lý, lao động tại trang trại.
Trong văn hóa, trang trại thường xuất hiện nhiều trong nhiều tiểu thuyết của các nước Âu-Mỹ, Nga.... trang trại còn xuất hiện trong các tiểu thuyết võ hiệp của Trung Quốc, theo đó trang trại ở đây thường được bố trí biệt lập có núi non, sông nước bao quanh, gọi là sơn trang (ví dụ: Yến Hà sơn trang, Tụ Hiền trang....), trong trang trại này có những tòa nhà to lớn gọi là trang viện, người chủ của trang trại này gọi là trang chủ. Trang trại còn xuất hiện trong trò chơi điện tử trực tuyến có tên "Nông trại vui vẻ".

## Tham khảo

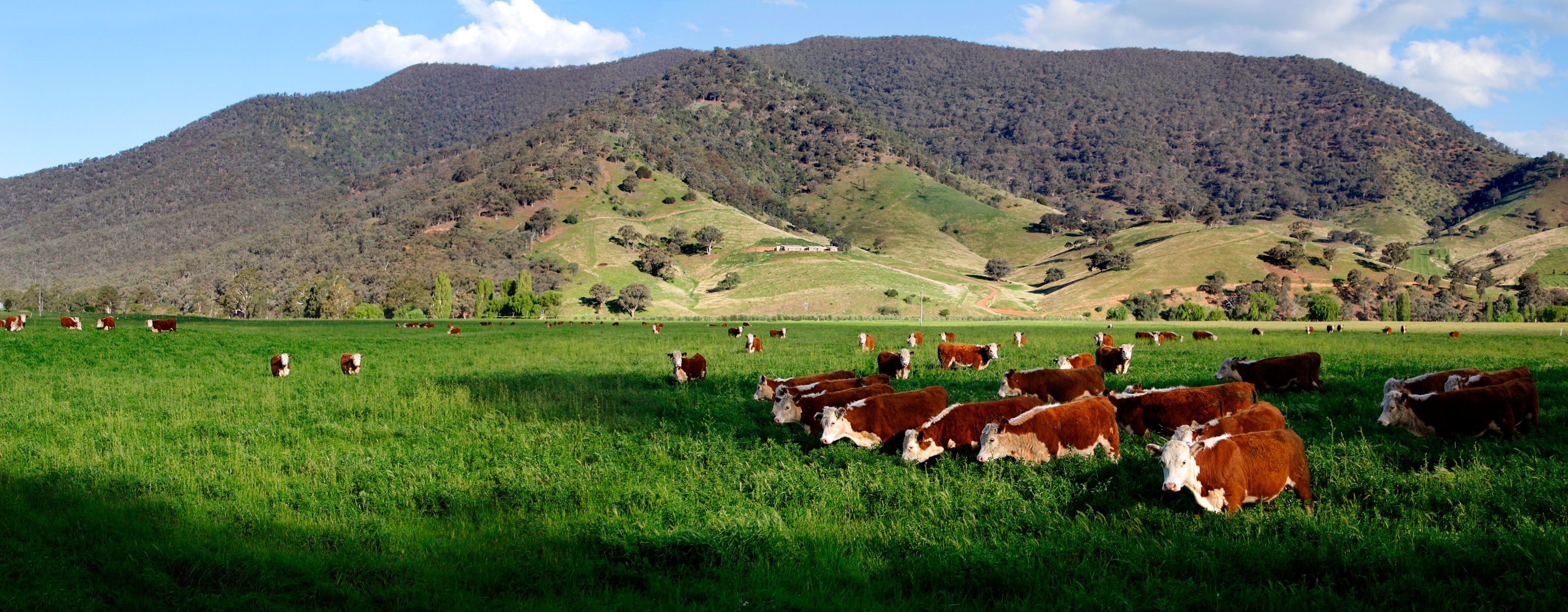
Một trang trại chăn bò ở Victorya, Úc